# Франко Барезі
Фра́нко Баре́зі (італ. Franco Baresi, *8 травня 1960, Травальято, провінція Брешія, Італія) — колишній футболіст, захисник, відомий виступами у складі збірної Італії та італійського «Мілана». По завершенні ігрової кар'єри — футбольний тренер на молодіжному рівні, футбольний функціонер.
Шестиразовий чемпіон Італії, триразовий клубний чемпіон Європи, у складі збірної Італії — Чемпіонаті світу 1982 року. Включений до переліку «100 найкращих футболістів світу», складеного у 2004 році на прохання ФІФА легендарним Пеле.
Непересічний приклад відданості одному клубові — провів у футболці «Мілана» 20 сезонів, після чого працював у системі клубу на адміністративних та тренерських посадах.

## Ранні роки
Народився у невеличкому містечку Травальято у провінції Брешія на півночі Італії. У дитячому віці разом з родиною переїхав до Мілана, де швидко став палким уболівальником місцевого «Інтернаціонале». Азам футболу навчався разом із братом Джузеппе, граючи у вуличних командах.
В середині 1970—х брати Барезі пройшли оглядини в юнацькій футбольній школі «Інтера», тренерам якої сподобалася гра лише старшого з братів, Джузеппе. Старший Барезі згодом лише на професійному рівні проведе у цьому клубі понад 15 сезонів, багато років обійматиме у ньому позицію капітана команди. Натомість Франко був змушений шукати щастя у стані принципових суперників «Інтера» — в юнацькій академії «Мілана», куди його прийняли завдяки продемонстрованому молодим футболістом вмінню добре читати гру суперника.

## Клубна кар'єра
Барезі дебютував у складі головної команди «Мілана» у 17-річному віці, вийшовши на поле у грі проти «Верони» 23 квітня 1978 року. Вже наступного сезону 1978—79 молодий гравець отримав постійне місце у центрі захисту команди та виграв своє перше скудетто. Наступного чемпіонського титулу у складі «Мілана» Барезі довелося чекати майже 10 років. Спочатку клуб опинився в епіцентрі скандалу, пов'язаного з договірними матчами, та був переведений до Серії B, а після повернення до Серії A команда довго не могла відновити чемпіонські кондиції.
Чергове піднесення «Мілана» відбулося наприкінці 1980-х з приходом до команди «голландського атакувального тріо»: Марко ван Бастена, Рууда Гулліта та Франка Райкарда. Упевненість, з якою голландці діяли в атаці, не в останню чергу базувалася на вірі у безпеку власних воріт, обороною яких керував Барезі, що на цей час вже отримав капітанську пов'язку команди. Протягом цього періоду злету міланської команди у 1988—1996 роках Барезі отримав левову частку своїх клубних титулів — ще п'ять титулів чемпіона Італії, тричі ставав клубним чемпіоном Європи.
По завершенні провального для команди сезону 1996—97, у якому «Мілан» полишив боротьбу у кубкових змаганнях на ранніх стадіях, а у розіграші Серії A фінішував лише на 11-му місці, Барезі, якому тоді виповнилося 37 років, вирішив завершити ігрову кар'єру. На цей момент в активі гравця був 531 матч, проведений у формі «Мілана» в чемпіонатах Італії. Гравцеві також належить інше непересічне досягнення — з 20 років виступів за «Мілан» 15 років він виводив свою команду на поле як її капітан, уперше одягнувши капітанську пов'язку в надзвичайно молодому для цієї позиції віці 22 років.
Свідченням визнання величезного внеску гравця в історію міланського клубу став не лише прощальний матч, проведений на «Сан-Сіро» 28 жовтня 1997 року, але й вкрай нерозповсюджений в італійському футболі жест — довічне закріплення за футболістом ігрового номера. «Шістка» на футболці росонері довічно належить Франко Барезі.

## Виступи за збірні
З 1979 року почав викликатися до молодіжної збірної Італії, у складі якої загалом провів 10 ігор, а вже наступного року потрапив до заявки національної збірної Італії на фінальну частину чемпіонату Європи 1980. На цьому турнірі Барезі жодного разу не вийшов на поле, оскільки на його позиції у збірній стабільно виступав досвідченіший Гаетано Ширеа. Стуація повторилася на тріумфальному для італійців чемпіонаті світу 1982 — Барезі став чемпіоном світу, так і не вийшовши на поле у формі збірної. Дебют за національну збірну відбувся лише у грудні того ж року у грі проти збірної Румунії. А перший вихід на поле у фінальній частині великого турніру для Барезі відбувся лише на чемпіонаті Європи 1988 року, де його збірна дісталася півфіналу.
Згодом брав участь у чемпіонатах світу 1990 та 1994 років, на яких збірна Італії здобула відповідно бронзові та срібні нагороди. У фіналі останнього турніру долю чемпіонського титулу вирішила серія післяматчових пенальті, перший з яких у складі італійців невдало пробив саме Барезі, який був на цьому чемпіонаті капітаном збірної. Згодом також схибили Даніеле Массаро та Роберто Баджо і з рахунком 3:2 по пенальті чемпіонський титул здобула збірна Бразилії. Загалом за національну збірну Італії Барезі провів 81 гру, відзначився одним забитим голом.
Також викликався до складу Олімпійської команди Італії протягом двох олімпійських циклів з 1979 по 1984 рік. В Олімпійських іграх 1980 італійські футболісти участі не брали, а на Олімпіаді 1984 задовільнилися четвертим місцем.

## Тренерська кар'єра
2002 року повернувся до «Мілана» як тренер молодіжних складів. Спочатку опікувався у клубі командою 20-річних гравців, а згодом, протягом 2006—2008 років, — командою 19-річних. З 2008 року продовжує працювати у клубі в маркетинговій дирекції.

## Титули і досягнення
У складі клубу:

Тренер «Мілана» Арріго Саккі та капітан команди Франко Барезі з Інтерконтинентальним кубком 1989 року.

- Кубок Чемпіонів/Ліга Чемпіонів (3): 1988–89, 1989–90, 1993–94
- Суперкубок Європи (3): 1989, 1990, 1994
- Міжконтинентальний кубок (2): 1989, 1990
- Чемпіон Італії (6): 1979, 1988, 1992, 1993, 1994, 1996
- Кубок Італії: 1988
- Суперкубок Італії (4): 1988, 1992, 1993, 1994

У складі збірної:
- Чемпіон світу: 1982
- Віце-чемпіон світу: 1994
- Бронзовий призер чемпіонату світу: 1990

Особисті:
- Кавалер Ордену «За заслуги перед Італійською Республікою» (1991)[2]
- Внесений до переліку ФІФА 100 (125 найкращих гравців світу за версією Пеле)

## Виноски
1. ↑  Біографія Франко Барезі на його офіційному сайті [Архівовано 8 липня 2010 у Wayback Machine.]. (англ.)
2. ↑  Офіційний сайт Президента Італії (італ.)